# Ryan Getzlaf
Ryan Getzlaf (ur. 10 maja 1985 w Reginie) – kanadyjski hokeista, reprezentant Kanady, olimpijczyk.

## Kariera
- Regina Rangers (2005–2001)
- Regina Pat Canadians (2001)
- Calgary Hitmen (2001–2005)
  -  Cincinnati Mighty Ducks (2005)
- Anaheim Ducks (2005–)
  -  Portland Pirates (2005)

Wychowanek klubu Regina Rangers. Od 2005 roku zawodnik drużyny NHL, Anaheim Ducks. W marcu 2013 roku przedłużył kontrakt z klubem o osiem lat.
Uczestniczył w turniejach mistrzostw świata 2008, 2012, zimowych igrzysk olimpijskich 2010, 2014, Pucharu Świata 2016.

## Sukcesy
Reprezentacyjne
- Złoty medal mistrzostw świata juniorów do lat 18: 2003
- Srebrny medal mistrzostw świata juniorów do lat 20: 2004
- Złoty medal mistrzostw świata juniorów do lat 20: 2005
- Srebrny medal mistrzostw świata: 2008
- Złoty medal zimowych igrzysk olimpijskich: 2010, 2014
- Puchar Świata: 2016

Klubowe
- Puchar Stanleya 2007 z Anaheim Ducks
- Mistrz dywizji NHL: 2007 z Anaheim Ducks
- Clarence S. Campbell Bowl - mistrz konferencji NHL: 2007 z Anaheim Ducks

Indywidualne
- Sezon CHL 2002/2003:
  - CHL Top Prospects Game
- Sezon WHL 2003/2004:
  - Skład gwiazd (wschód)
- Mistrzostwa świata juniorów do lat 20 w 2005:
  - Pierwsze miejsce w klasyfikacji asystentów turnieju: 9 asyst
  - Pierwsze miejsce w klasyfikacji +/- turnieju: +14
- Sezon WHL 2004/2005:
  - Drugi skład gwiazd (wschód)
- Sezon NHL (2006/2007):
  - NHL YoungStars Roster
- Sezon NHL (2007/2008):
  - NHL All-Star Game
- Mistrzostwa Świata w Hokeju na Lodzie 2008/Elita:
  - Pierwsze miejsce w klasyfikacji asystentów turnieju: 11 asyst
  - Jeden z trzech najlepszych zawodników reprezentacji
  - Skład gwiazd turnieju
- Sezon NHL (2008/2009):
  - NHL All-Star Game
- Sezon NHL (2013/2014):
  - Piąte miejsce w klasyfikacji strzelców w sezonie zasadniczym: 56 asyst
  - Drugie miejsce w klasyfikacji kanadyjskiej sezonu zasadniczego: 87 punktów